# Litovoi tholocephalos
Litovoi tholocephalos es un mamífero multituberculado originario de Rumania, lo que entonces era la isla de Hațeg. 

## Descripción
Como parte de la familia Kogaionidae, un linaje dominado por insectívoros con esmalte con pigmento de hierro, Litovoi parece haber tenido un estilo de vida similar, con dientes similares. Sin embargo, diferente es su anatomía craneal; este es el primer ejemplo registrado de un mamífero de una isla mesozoica que ha reducido el tamaño de su cerebro en un entorno insular, presumiblemente debido a la falta de depredadores o al nicho especializado en el que se encontraba. Tiene una de las proporciones cerebro-cuerpo más pequeñas observadas en los mamíferos derivados, aunque conserva bulbos olfativos agrandados y paraflóculos. Al tener un tamaño relativamente normal para un multituberculado, esto demuestra que la reducción del cerebro no está correlacionada con la alometría.